# Théols
La Théols est une rivière française, qui coule dans les départements de l'Indre et du Cher, en région Centre-Val de Loire. C'est un affluent de l'Arnon, donc un sous affluent de la Loire par le Cher.

## Hydronymie
Ernest Nègre propose un mot gaulois *telo « source, cours d'eau » variante de telon. En effet, telon est reconnaissable dans de nombreux hydronymes : le Tholon (Tolonum en 886), le Toulon (Telonno au IVe siècle, apud Tolonum en 1180), etc., et *telo dans la Théols (fluvium Telum en 638, Thiou en 1270), peut-être aussi en Normandie dans le nom de la Touques (Tolca 1021/1025),.

## Géographie
Sa longueur totale est de 42,5 km, elle prend sa source dans le département de l'Indre, à 150 m d'altitude, vers Bommiers. Son confluent avec l'Arnon, se trouve près de la commune de Lazenay, dans le département du Cher.

## Affluents
La Théols a quatre tronçons ou affluents référencés dont :
- la Petite Thonaise (rd[note 1]), 28,3 km sur quatre communes avec quatre affluents dont :
  - la Grande Thonaise (rd), 26,3 km sur cinq communes avec six affluents dont :
    - le Bailledets (rd), 13,6 km sur deux communes avec un affluent
- le Liennet (rg), 26,9 km sur sept communes avec un affluent :
  - la Greuille
- le Cousseron
- la Tournemine (rg), 17,7 km sur quatre communes avec deux affluents et de rang de Strahler deux.
- la Vignole (rg), 23,4 km

## Hydrologie

### La Théols à Sainte-Lizaigne
Le débit de la Théols a été observé durant 5 ans (1971-1975), à Sainte-Lizaigne, localité du département de l'Indre située à une dizaine de kilomètres de son confluent avec l'Arnon. La surface ainsi étudiée est de 797 km2, soit plus de 90 % de la totalité du bassin versant du cours d'eau.
Le module de la rivière à Sainte-Lizaigne est de 2,99 m3/s.
La Théols est une rivière de plaine assez régulière. Elle présente des fluctuations saisonnières de débit caractéristiques. Les hautes eaux se déroulent en fin d'hiver et au début du printemps, et se caractérisent par des débits mensuels moyens allant de 3,50 à 5,00 m3/s, de février à mai inclus (avec un maximum en février-mars). À partir du mois d'avril, le débit diminue progressivement jusqu'aux basses eaux qui ont lieu d'août à octobre, entraînant une  baisse du débit mensuel moyen avec un plancher de 1,50 m3 au mois d'août, ce qui reste très confortable.

### Crues
Les crues sont rarement importantes. La série des QIX n'a jamais été calculée étant donné la trop faible durée d'observation des débits de la rivière.
Le débit journalier maximal enregistré à Sainte-Lizaigne a été de 32,3 m3/s le 22 mars 1974.

### Lame d'eau et débit spécifique
La Théols est une rivière fort peu abondante. La lame d'eau écoulée dans son bassin versant est de 118 millimètres annuellement, ce qui constitue seulement un bon tiers de la moyenne d'ensemble de la France (320 millimètres). C'est largement inférieur à la moyenne du bassin de la Loire (plus ou moins 245 millimètres) comme de l'Arnon (200 millimètres). Le débit spécifique (ou Qsp) atteint de ce fait le chiffre fort médiocre de 3,75 litres par seconde et par kilomètre carré de bassin.
Depuis octobre 2011, la Théols est de nouveau instrumentée Sainte-Lizaigne (Pont RD 34) au sein du réseau CRISTAL gérée par la Dreal Centre-Val de Loire.

## Aménagements et écologie

### Pêche et poissons
Le cours d'eau est de deuxième catégorie ; les poissons susceptibles d’être péchés sont : ablette, barbeau commun, black-bass à grande bouche, brème, brochet, carassin, gardon, goujon, perche, poisson-chat, rotengle, sandre, silure et tanche.